# Тюменский уезд
Тюме́нский уе́зд — административная единица Тобольской губернии Российской империи, затем Тюменской губернии РСФСР. Уездный город — Тюмень.
С начала XVII века — в составе Тобольского разряда. С 1708 года — в Тобольской губернии. С 1719 года — в Тобольской провинции Сибирской губернии. С 1764 года — в Тобольской провинции Тобольской губернии. С 1782 года — в Тобольской области Тобольского наместничества. С 1796 года — в Тобольской губернии.

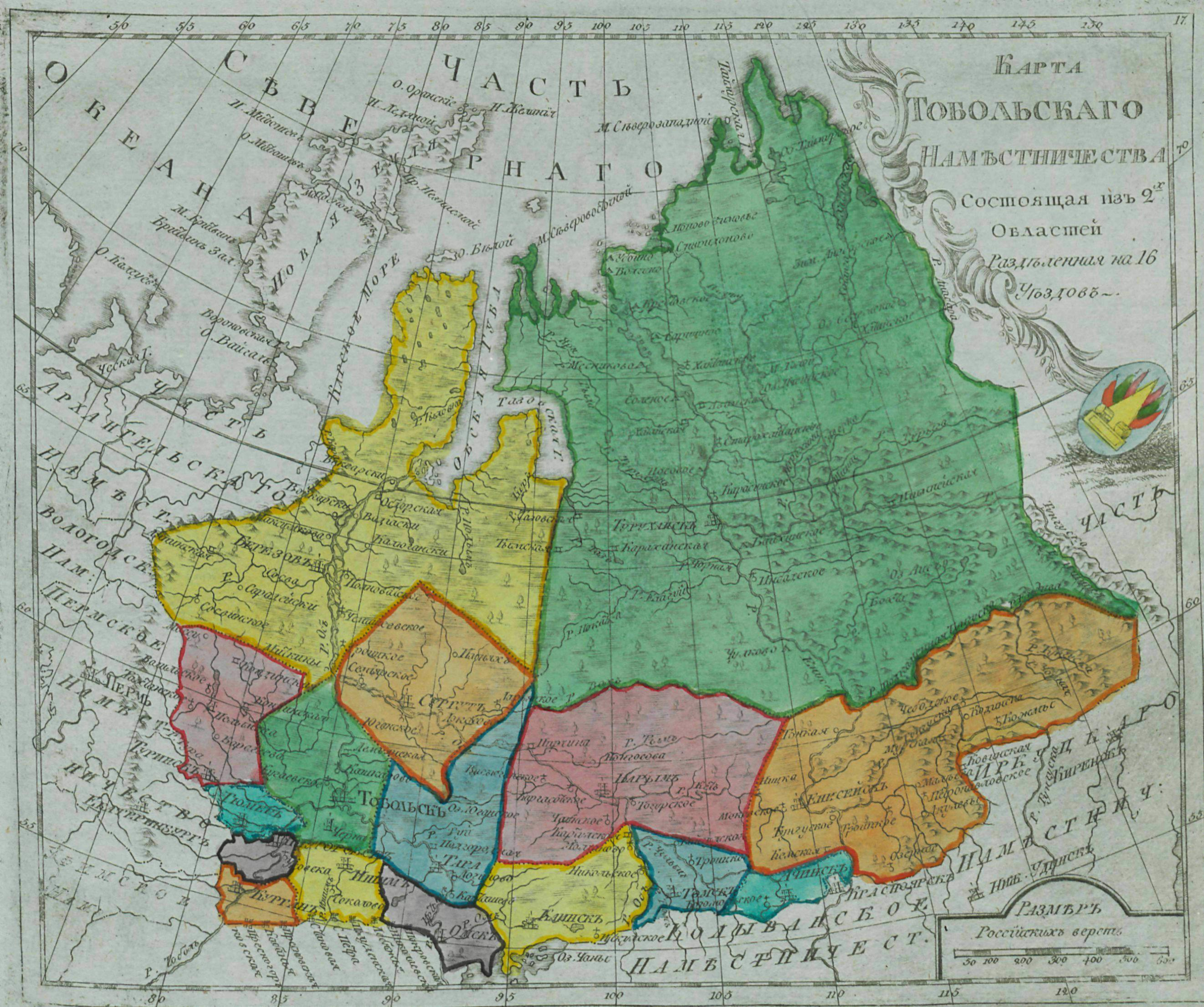
Тюменский уезд, 1792 год

. 

## История

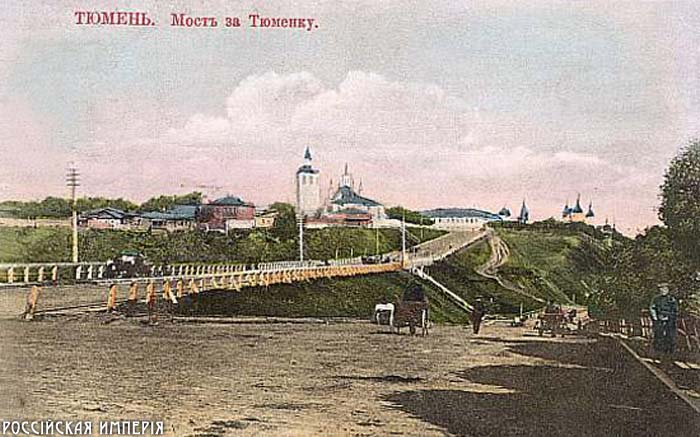
Цветная открытка. Тюмень. Никольский мост через речку Тюменку

Тюменский уезд образован в 1586 году. Уезд состоял из нескольких волостей.
По первой переписи 1623 года в уезде были следующие деревни служилых людей: при реке Туре вверх от города — Васьки Лепёшки, Тренки Пелымского, Митьки Голая Шуба, Олешки Насекина, Михалки Насекина. При Кривом озере — Степана Молчанова, Федьки Вятченина, Тренки Кулакова, Гришки Данилова, Савки Каклягина, новокрещена Андрюшки Чермисина. При Липовском озере — Семейки Карачевца, Исачки Сесюкина. Над озером в трёх верстах от города — Пронки Мощеникова. При реке Каптагае — Ивашки Проскурняка, Васьки Проскурякова. При реке Кармаке — Мансурки Мальцева, Елистратки Вавилного, Васьки Кокшара, Ивашки Мальцева, Ивашки Бусыги, Андрюшки Деревнина. При реке Шешуковке — Якуньки Свечкина. По Туре вниз от города — новокрещенца Олешки Налимова, новокрещенца стрелецкого десятника Титки Васильева, Ермачка Колмогорца, Федьки Дружиникова, Суботки Михайлова, Манькова, Онтошки Осипова, Васьки Васильева, Пронки Максимова, Терёшки и Мишки Онтоновых, Угрюмовых, Шеликулова, Ондрюшки Угренина, Гаврилки Васильева, Кондрашки Коника.
Деревни посадских людей: по Туре вверх от города — Ивашки Яковлева, Семейки Зырянина, Васьки Вятчанина, Якуньки и Ивашки Пановых, Евси Шоломенцова. По Туре вниз от города — Тарутина, Микитина, Федьки Сета, Игнатки Вяткина, Кирилки Матвеева. При реке Шешуковке — Микитки Двинянина, Селиванки Олферьева, Костьки Шешукова, Семейки Гилёва, Лучки Игнатьева, Митки Зырянина. Село Коломенка на берегу Туры при устье реки Каменки.
Деревни пашенных крестьян: по реке Туре вверх от города — Субботина, Ларки Гусельникова, Ивашки Казанца, Братьев Мартемьяновых. По Туре вниз от города — Первушки Букина, Митьки Мохирева, Петрушки Мохирева, Петрушки Чусовитяна, Созонки Быкова, Васьки Головина, Богдашки Шелудкова, Семейки Ошкукова, Братьев Угримовых, Братьев Сысоевых, Амоски Чусовитяна, Ивашки Москвитина, Братьев Шешуковых. При реке Каменке — Афонки Гусельникова. При реке Липке — Голышкова, Митьки Розмаза, Андрюшки Клыкова, Серёжки Новосёлова, Петрушки Речкина. При реке Кармаке — Братьев Букиных.
Деревни ямских охотников: по реке Туре — Елшова (Шешуковых), Коклягина, Каптагай, Мятелёва, Разсоха. При Большом Кармаке — Зырянская. При Малом Кармаке — Мальцова. При озере — Зубарева.
На 1629 год в состав уезда входили следующие татарские ясачные волости: Кинырская, Бачкырская, Терсятская, Искинская, Иленская, Шикчинская, Каскаринская, Пышминская и Исетская.
На 1797 год в состав уезда входили следующие волости: Каменская, Троицкая, Городовая, Усть-Ницынская, Липчинская, Тугулымская, Успенская, Спаская, Гилёво-Карматская, Переваловская, Богандинская, Созоновская, Егоровская, Покровская, Гилёвская, Антипинская, Елаская, Тавдинская, Еланская, Антроповская, Городовая ямская, Бухарская, Калымская, Кашегальская, Кречетинская, Нердинская.
В 1804—1898 годах Тюменский округ Тобольской губернии, которая в 1822—1882 годах входил в состав Западно-Сибирского генерал-губернаторства.

### В составеТюменской губернииРСФСР
В 1919 году в результате преобразования Тобольской губернии уезд оказался в составе Тюменской губернии РСФСР. К началу 1919 года уезд включал 28 волостей.
В 1921 году Кречетинская и Нердинская волости объединены в Нердинско-Кречетинскую волость.
Упразднён постановлениями ВЦИК от 3 и 12 ноября 1923 года. Территория вошла в состав Тюменского округа Уральской области.

## Административное деление
В 1913 году в состав уезда входило 23 волости:
| - Антроповская, - Богандинская, - Бухарская, - Велижанская, - Гилёво-Липовская, - Еланская, - Калымская, - Каменская, - Караульноярская, - Кашегальская, | - Кретеченская, - Липчинская, - Нердинская, - Покровская, - Созоновская, - Тавдинская, - Троицкая, - Тугулымская, - Успенская, - Усть-Ницынская, | - Фоминская, - Червишевская, - Яровская. |

## Население
| Год  | Численность | Численность |
| ---- | ----------- | ----------- |
| 1893 | 111 899     |             |
| 1897 | 121 357     | [ 4 ]       |
| 1904 | 92 826      |             |
| 1912 | 98 375      |             |
| 1916 | 171 032     |             |

## Руководители

### Воеводы
| - 1586 — Сукин Василий Борисович и Мясной Иван Никитич - 1586—1592 — неизвестны - 1593 — Булгаков Юрий Дмитриевич и Воейков Богдан (Лука) Тимофеевич - 1594 — князь Барятинский Пётр Андреевич и Воейков Богдан - 1595—1596 — князь Долгорукий Григорий Иванович - 1597—1598 — князь Бахтеяров-Ростовский Владимир Иванович - 1599—1600 — князь Щербатов Лука Осипович - 1601—1602 — князь Приимков-Ростовский Александр Данилович и Пушкин Фёдор Семёнович - 1603—1605 — Замыцкий Андрей Васильевич - 1606—1615 — Годунов Матвей Михайлович - 1608—1614 — товарищ воеводы Волынский Семён Иванович - 1615 — товарищ воеводы Боборыкин Фёдор Васильевич - 1615—1617 — князь Коркодинов Фёдор Иванович - 1615—1616 — товарищ воеводы Боборыкин Фёдор Васильевич - 1616—1617 — товарищ воеводы Секерин Иван Борисович - 1618—1619 — стольник князь Мезецкий Никита Михайлович и Щелкалов Иван Васильевич - 10 марта 1620—1622 — Пушкин Фёдор Фёдорович и Елизаров Михаил Григорьвич - 1623—1624 — князь Долгоруков Михаил Борисович и Редриков Юрий Афиногенович - 1625—1626 — Плещеев Иван Васильевич и Ярлыков Иван Иванович - 1627—1628 — Пушкин (Черной) Пётр Тимофеевич - 1629—1630 — Измайлов Прокофий Хрисанфович (Булгакович) - 14 января 1631 — 11 октября 1632 — Жеребцов Семён Иванович - 11 октября 1632 — 21 января 1635 — Милюков Иван Иванович - 21 января 1635 — февраль 1639 — князь Львов Иван Андреевич меньшой - февраль 1639—1642 — князь Барятинский Григорий Петрович - 1643 — Колтовской Яков Васильевич | - 1644—1645 — Бобрищев-Пушкин Иван Гаврилович - 1646—1648 — Тургенев Иван Юрьевич меньшой - 1649—1651 — Чоглоков Селивёрст Александрович - 1652 — Веригин Иван Тимофеевич - 1653—1654 — и.д. воеводы письменный голова Ельдезин Никифор Иванович - 1655 — и.д. воеводы письменный голова Полуектов Матвей Леонтьевич - 1656 — Шадрин Иван Титович - 1657 — стольник Веригин Фёдор Иванович - 1658 — и.д. воеводы сын боярский Новгородов Алексей - 3 февраля 1659—1661 — Кафтырев Андрей Васильевич - 1662—1665 — Павлов Михаил Данилович - 1666—1667 — Лодыгин Иван Иванович - 1668—1669 — стрелецкий голова Блудов Самуил Михеевич - 1670 — Беклемишев Алексей Михайлович - 1671 — и.д. воеводы письменный голова Козинский Ефим Иванович - 1672 — и.д. воеводы сын боярский Толбузин Иларион Борисович - 1673—1676 — Загряжский Кирилл Александрович - 1676—1679 — стольник Квашнин Михаил Мелентьевич - 1680—1681 — стольник князь Козловский Андрей Афанасьевич - 1682—1685 — стольник Ртищев Тимофей Григорьевич - 1686—1689 — стольник Колобов Никифор Иванович - 1690 — Полуектов Дмитрий Иванович - 1691—1692 — Ордин-Нащокин Лаврентий Иванович - 1693—1698 — Раевский Тит Васильевич - 12 января 1699—1700 — Тухачевский Осип Яковлевич |  |